# Gonora aequatorialis
Gonora aequatorialis är en fjärilsart som beskrevs av Felder 1868. Gonora aequatorialis ingår i släktet Gonora och familjen mätare. Inga underarter finns listade i Catalogue of Life.